# (842) Керстин
(842) Керстин (лат. Kerstin) — астероид из внешней части главного пояса, открытый 1 октября 1916 года немецким астрономом Максом Вольфом в обсерватории Гейдельберг.
Какое-либо совпадение имени этого астероида с конкретной личностью или определённым событием неизвестно.